# Камерау
Камерау (њем. Chamerau) општина је у њемачкој савезној држави Баварска. Једно је од 38 општинских средишта округа Кам. Према процјени из 2010. у општини је живјело 2.631 становника. Посједује регионалну шифру (AGS) 9372117.

## Географски и демографски подаци
Камерау се налази у савезној држави Баварска у округу Кам. Општина се налази на надморској висини од 375 метара. Површина општине износи 23,4 km². У самом мјесту је, према процјени из 2010. године, живјело 2.631 становника. Просјечна густина становништва износи 112 становника/km².